# Alpa Gera
Die Alpa-Gera-Talsperre ist eine Talsperre in der italienischen Region Lombardei am Fluss Cormor. Sie hat eine 178 m hohe Gewichtsstaumauer als Absperrbauwerk. Die Staumauer gilt als erste, die in der RCC-Bauweise (Walzbeton, Roller Compacted Concrete) ausgeführt wurde, wobei im Gegensatz zum heutigen Verfahren der Beton zwar mit Lastwagen angefahren und mit Bulldozern verteilt, aber nicht gewalzt wurde.
Der Stausee hat einen Speicherinhalt von 65 Millionen Kubikmetern. Direkt darunter liegt ein weiterer Stausee, der Lago Campomoro.
Der Cormor ist ein Zufluss der Adda, in die er über den Torrente Lanterna und den Torrente Mallero bei Sondrio mündet.